# Catephia uniformis
Catephia uniformis är en fjärilsart som beskrevs av Bang-haas 1910. Catephia uniformis ingår i släktet Catephia och familjen nattflyn. Inga underarter finns listade i Catalogue of Life.